# Deutscher Rollstuhl-Sportverband
Der Deutsche Rollstuhl-Sportverband e. V. (DRS) ist ein Fachverband des Deutschen Behindertensportverbandes e. V. Gegründet wurde er im Oktober 1974 als Arbeitsgemeinschaft Rollstuhlsport (ARGE) und 1977 in den Deutschen Rollstuhl-Sportverband umgewandelt. Der DRS ist ein eingetragener, gemeinnütziger Verein. Er unterhält eine Bundeszentrale in Hamburg und eine Bundesgeschäftsstelle in Duisburg. Dem Verband gehören über 330 Vereine mit mehr als 9000 aktiven Rollstuhlsportlern an. Insgesamt 31 Rollstuhlsportarten sind unter dem Dach des DRS fachlich organisiert.

## Ziele und Aufgaben des DRS
Der DRS hat die Absicht, Sport und Mobilität von Menschen mit Behinderung auf breiter Ebene zu fördern und fortzuentwickeln. Dazu bietet der Verband beratend Informationen und Unterstützung an.
Eine grundlegende Aufgabe sieht der Verband in der bundesweiten Ansprache von vor allem Kindern und Jugendlichen im Rollstuhl sowie Angehörigen, Freunden, Erziehern, Lehrern, Therapeuten etc. sowie in der Vermittlung örtlicher Rollstuhlsportgruppen der Mitgliedsvereine. Das Peer Counseling der Vereine unterstützt der DRS mit einem jährlichen Fortbildungswochenende mit Erfahrungsaustausch. Darüber hinaus setzt sich der DRS für eine bessere Rollstuhlversorgung der Kinder und Jugendlichen ein. In eigenen Kursen werden Fahrtechniken vermittelt, damit Kinder und Jugendliche das Rollstuhlfahren erlernen und ihre Alltagsmobilität erhöhen.
Der DRS veranstaltet zudem Spiel- und Sportfeste mit volkstümlichem Charakter, bei denen alle Interessierten, unabhängig vom Behinderungsgrad, dem Alter und Geschlecht, integriert werden.
Der DRS darf aktuell nur noch Übungsleiter im Breitensport (Behindertensport) ausbilden. Frühere Lehrkonzepte, in denen höhere Lizenzen im neurologischen Rehabilitationssport ausgegeben wurden, sind nicht mehr anerkannt.

## Struktur des DRS
Der Deutsche Rollstuhl-Sportverband ist in mehrere Referate gegliedert (z. B. Beratung, Lehre, Öffentlichkeitsarbeit). Die im DRS organisierten Rollstuhl-Sportarten sind Actionsport, Badminton, Basketball, Boccia, Bogenschießen, Curling, Powerchair-Hockey, Fechten, Gewichtheben, Golf, Handbiken, Hockey, Kampfkünste, Kart, Leichtathletik, Rugby, Schwimmen, Segeln, Sledge-Eishockey, Sportschießen, Tanzen, Tauchen, Tennis, Tischfußball, Tischtennis, Wasserski und Wintersport.
Der DRS kooperiert mit dem Deutschen Badminton-Verband, dem Deutschen Schützenbund (mit gemeinsamen Meisterschaften) und der International Disabled Divers Association (IDDA). Die Abteilung Rollstuhltennis ist seit 2010 in den Deutschen Tennis Bund (DTB) integriert.

## Mitglieder des DRS
Der Verband unterscheidet zwischen ordentlichen, außerordentlichen, fördernden und Aktivmitgliedern. Ordentliche Mitglieder können Vereine werden, die Rollstuhlsport betreiben, außerordentliche Mitglieder können juristische Personen werden. Fördermitglieder haben beim DRS keine Mitgliedsrechte (Mitgliedschaft ist einseitig beschränkt auf die Förderung). Aktivmitglieder können natürliche Personen werden, die Leistungen des Verbandes nutzen wollen, ohne dabei einem Sportverein anzugehören. Aktivmitglieder haben keinen Anspruch auf eine Sportlizenz, dürfen also nicht aktiv am Wettkampfsport teilnehmen.

## Organe des DRS

### Verbandstag
Der Verbandstag ist das höchste Organ des Verbandes. Er setzt sich aus Delegierten der ordentlichen und der außerordentlichen Mitglieder zusammen.

### Vorstand
Dem Vorstand obliegt die Leitung des Verbandes. Er setzt sich aus dem Vorsitzenden, zwei Stellvertretern, einem Sportwart, zwei Beisitzern und einem Ehrenvorsitzenden zusammen.

### Sportausschuss
Der Sportausschuss koordiniert alle Sportangelegenheiten, erstellt Ordnungen und Richtlinien für Wettkämpfe und Lehrgänge und organisiert die Teilnahmen an internationalen Wettkämpfen.

### Rechtsausschuss
Der Rechtsausschuss besteht aus drei ordentlichen Mitgliedern sowie drei Stellvertretern, die alle Einzelmitglieder eines Mitgliedsvereins sein müssen.

## Mitgliedschaften und Partner des DRS
Der DRS ist Mitglied in folgenden Verbänden:
- Deutscher Behindertensportverband (DBS)
- Paritätischer Wohlfahrtsverband

Kooperationen bestehen mit:
- Arbeitsgemeinschaft Spina Bifida und Hydrocephalus (ASBH)
- Deutsche Gesetzliche Unfallversicherung (DGUV)
- Bundesverband Selbsthilfe Körperbehinderter e. V. (BSK)
- Forschungsinstitut für Inklusion durch Bewegung und Sport e. V. (FiBS)
- Fördergemeinschaft der Querschnittgelähmten in Deutschland (FGQ)
- Josefs-Gesellschaft (JG-Gruppe)
- Manfred-Sauer-Stiftung
- Polio e. V.
- Stiftung Deutsche Schlaganfall-Hilfe
- Vereinigung Berufsgenossenschaftlicher Kliniken (VBGK)
- Wheelmap.org

## Geschichte des DRS
Die 1974 gegründete Arbeitsgemeinschaft Rollstuhlsport (ARGE) wandelte sich auf ihrer 3. Hauptversammlung am 29./30. Oktober 1977 in Bochum in den Deutschen Rollstuhl-Sportverband (DRS) um. Am 18. Februar 1978 erfolgte die Aufnahme als Fachverband in den Deutschen Behindertensportverband, im Jahr darauf werden die ersten Deutschen Meisterschaften durchgeführt. 1980 werden auch nichtgelähmte Rollstuhlsportler (Amputierte, Dysmele, Menschen mit Glasknochen etc.) zum Wettkampfsport offiziell zugelassen. 1981 schafft die Gesamtvereinbarung über den ambulanten Behindertensport Voraussetzungen für eine dauerhafte finanzielle Förderung des Rollstuhlsports. Ein Jahr später erscheint erstmals eine hauseigene Zeitschrift mit dem Titel Rollstuhlsport. Seit 1995 ist Ulf Mehrens Vorsitzender.